# Лайк, Брукс
Эван Брукс Лайк (англ. Evan Brooks Laich; 23 июня 1983; Вавота, Саскачеван, Канада) — профессиональный канадский хоккеист, центральный нападающий.

## Карьера игрока

### Ранние годы
Лайк с детства играл в хоккей в своем родном городе Вавоте, Саскачеван. С сезона 2000-01 он выступал за юниорскую команду «Муз Джоу Вориэрз» в Западной хоккейной лиге (WHL). Он сыграл за команду 71 игру, забил 9 шайб и сделал 21 передачу. Брукс был признан Игроком года в Муз-Джоу сезона 2000-01.
Сезон 2001-02 он начал в «Вориэрз», но был продан в «Сиэтл Тандербердз». Играя в Сиэтле, Лайк начал развивать наступательные навыки игры. За тот сезон он набрал 58 очков в 47 играх и был признан самым преданным игроком команды. Следующий сезон 2002-03 он полностью отыграл за «Сиэтл Тандербердз», забросив 41 шайбу и сделав 53 передачи. По количеству очков он занял 6 место в Западной хоккейной лиге (WHL) сезона 2002-03 и был включен в символическую сборную лиги.

### Клубная карьера
Лайк был выбран «Оттава Сенаторз» на драфте НХЛ 2001 года в шестом раунде под общим 193-м номером.
Свой первый профессиональный опыт он приобрел в тренировочном лагере «Сенаторз» перед началом сезона 2002-03. В 2003 году Брукс сыграл свой первый профессиональный матч в Американской хоккейной лиге (АХЛ) за фарм-клуб «Бингхэмтон Сенаторс». Его дебют в НХЛ состоялся 3 февраля 2003 года в игре против «Нью-Джерси Девилз». 18 февраля 2003 года Лайк был обменян в «Вашингтон Кэпиталз» на Петера Бондру. Канадец начал играть за фарм-клуб «Портленд Пайретс», а 12 марта 2003 года дебютировал в составе «столичных» в игре против «Чикаго Блэкхокс». Сезон он закончил, играя за «Пайретс», в том числе сыграв с командой 6 игр плей-офф.
Во время локаута НХЛ Лайк провел весь сезон 2004-05 в «Портленд Пайретс», отыграв 68 матчей и набрав 26 очков, став с такими показателями восьмым в команде.
За сезон 2005-06 Лайк провел 104 матча, в том числе 73 игры регулярного чемпионата НХЛ с «Вашингтон Кэпиталз», 10 игр чемпионата АХЛ и 21 игру в плей-офф с новым фарм-клубом — «Херши Беарс». В составе этой команды Брукс завоевал Кубок Колдера (2006).
Весь сезон 2006-07 Лайк провел в составе «Кэпиталз», забив восемь голов и сделав десять голевых передач. После сезона клуб заключил с ним однолетний контракт на сумму $ 725 000.
В течение сезона 2007-08 хоккеист сыграл во всех 82 играх регулярного чемпионата за «Вашингтон Кэпиталз». Его 21 шайба заняла третье место в общем зачете команды. После сезона Лайк стал ограниченно свободным агентом, и «Кэпиталз» подписали с ним трехлетний контракт.
Весь сезон 2008-09 Брукс снова отыграл за «столичных», забив 23 шайбы и сделав 30 передач, впервые переступив 50-балльный рубеж по очкам. В плей-офф он набрал 7 очков в 14 играх и отметился голевой передачей в овертайме, играя против «Питтсбург Пингвинз».
Серия регулярных выступлений за столичный клуб была нарушена в сезоне 2009-10, когда Лайк пропустил четыре игры из-за травмы скулы в феврале 2010 года. Но это не помешало ему установить личные рекорды в карьере: 25 голов, 34 передачи и в результате 59 очков. 10 февраля, оправившись от травмы, Брукс записал на свой счет первый в карьере в НХЛ хет-трик, играя против «Монреаль Канадиенс».
В 2011 году принимал участие в составе «Кэпиталз» в играх Зимней классики НХЛ против «Питтсбург Пингвинз».
28 июня 2011 года Лайк подписал шестилетний контракт с «Вашингтон Кэпиталз» на сумму $ 27 млн. ($ 4,5 млн за сезон).
В начале сезона 2012-13 центрфорвард получил травму паха, играя в Швейцарии, и фактически из-за неё пропустил весь сезон, сыграв за «столичных» всего 9 матчей.
18 января 2014 года матч с «Коламбус Блю Джекетс» стал для Брукса 500-м в НХЛ. Вторую половину сезона 2013-14 хоккеисту пришлось часто пропускать из-за рецидивов старой травмы.
17 марта 2014 года Брукс успешно перенес операцию на приводящих мышцах паха.
За регулярный сезон 2014-15 Лайк набрал 20 (7+13) очков в 66 играх.
28 февраля 2016 года был обменян в «Торонто Мейпл Лифс» на форварда Даниеля Уинника. Брукс Лайк был разочарован своим обменом, но отнесся к нему с пониманием.
Сезон 2016/17 провел в АХЛ в фарм-клубе «кленовых листьев» «Торонто Марлис». Осенью 2017 года подписал двусторонний контракт с «Лос-Анджелес Кингз», но, спустя 12 матчей, контракт был расторгнут.

### Международная карьера
В составе сборной Канады Лайк дебютировал на Чемпионате мира среди юниоров в 2003 году. В игре против команды Швеции он забил первый гол сборной Канады на турнире. На чемпионате Брукс забросил две шайбы и сделал четыре голевые передачи в 6 матчах и завоевал со сборной Канады серебряную медаль.
В 2010 году в составе национальной команды принимал участие в Чемпионате мира по хоккею, где забил один гол в 7 матчах. В итоге команда Канады заняла седьмое место.

## Личная жизнь
У Брукса есть два родных брата, а также сводные старшая сестра и младший брат.
С декабря 2013 года встречался с профессиональной танцовщицей и актрисой Джулианной Хаф. 18 августа 2015 года пара объявила о помолвке. 8 июля 2017 года пара поженилась. В 2022 году пара официально развелась.

## Статистика
| Легенда | Легенда                    | Легенда | Легенда                   | Легенда | Легенда    |
| ------- | -------------------------- | ------- | ------------------------- | ------- | ---------- |
| И       | Количество проведённых игр | Штр     | Штрафное время            | +/−     | Плюс-минус |
| Г       | Голы                       | П       | Голевые передачи          | О       | Очки       |
| -       | Статистика неизвестна      | —       | Статистика не учитывалась |         |            |